# Soyuz TM-22
Soyuz TM-22 foi a vigésima-terceira expedição à estação espacial Mir. Levou ao espaço dois cosmonautas russos e um alemão, para uma estadia de 135 dias em órbita terrestre.

## Tripulação
| Posição             | Cosmonauta     |
| ------------------- | -------------- |
| Comandante          | Yuri Gidzenko  |
| Engenheiro de voo 1 | Sergei Avdeyev |
| Engenheiro de voo 2 | Thomas Reiter  |

## Parâmetros da Missão
- Massa: 7150 kg
- Perigeu: 339 km
- Apogeu: 340 km
- Inclinação: 51.6°
- Período: 92.1 minutos

## Pontos altos da missão
A Soyuz TM-22 foi uma nave de transporte russa que levou os cosmonautas Yuri Gidzenko, Sergei Avdeyev e Thomas Reiter à Mir para uma estada com duração de 135 dias. Ela foi lançada do Cosmódromo de Baikonur e aterrissou no módulo Kvant-2 da Mir em 5 de Setembro de 1995 no porto que havia sido liberado pela Progress M-28 um dia antes.